# Форд, Пол
Пол Форд (англ. Paul Ford, 2 ноября 1901 — 12 апреля 1976) — американский характерный актёр театра, кино и телевидения.

## Биография
Пол Форд появился на свет под именем Пол Форд Уивер (англ. Paul Ford Weaver) в Балтиморе, штат Мэриленд. В детстве переехал в Филадельфию вместе с мачехой, звездой шоу бурлеск. Поступил в Дартмутский колледж, но через полгода покинул его из-за финансовых проблем.
Участвовал в прослушиваниях на спектакли под своим родным именем, но не получал ролей. В дальнейшем он решил отказался от своей фамилии, что в итоге и помогло на кастингах, так он стал выступать на сцене как Пол Форд. Работал кукловодом. Чаще всего он играл уважаемых людей или начальников, изображая их смешными через показ некомпетентности героев и их напыщенности. Стал известным в 54 года, сыграв полковника Холла, начальника главного героя Шоу Фила Сильверса сержанта Билко. За данную работу он трижды номинировался на премию «Эмми». Также известен по роли мэра Джорджа Шинна, сбитого с толку политикана, в фильме «Музыкант» (1962). Форд показывал высокий уровень игры, получив похвальные отзывы критиков. Также снялся в фильмах «Чайная церемония» (1956), «Этот безумный, безумный, безумный, безумный мир» (1963), «Русские идут! Русские идут!» (1966), «Комедианты» (1967, премия Национального совета кинокритиков США за лучшую мужскую роль второго плана), «Лола» (1969) и некоторых других. Должен был сыграть директора Макги в киномюзикле «Бриолин» (1978), но умер до начала съёмок. Позже эта роль досталась Ив Арден.
Среди его ролей в театре можно отметить спектакли Другая часть леса (1946), Командное решение (1947), Чайный домик августовской луны (1953), Whoop-Up (1958), Музыкант (1957, мэр Шинн), Карнавал Тэрбера (1960), Never Too Late (1962, номинация на «Тони»), 3 Bags Full (1966) и Что мы сделали не так? (1967).
Известна его фраза о Великой депрессии: «Мои дети привыкли думать, что во время депрессии все выжили благодаря бутербродам с арахисовым маслом».
Активно снимался в кино и на телевидении, но в начале 1970-х из-за плохого состояния здоровья ушёл на пенсию. Умер от острого инфаркта миокарда в своём доме в Минеоле, штат Нью-Йорк. Был кремирован.

## Личная жизнь
Пол Форд был женат на Нэлл Уивер. У них было четверо детей: сыновья Дональд и Пол и дочери Лоис и Джин.